# Людина пітьми 2
Людина пітьми 2: Повернення Дюранта (англ. Darkman II: The Return of Durant) — американський бойовик. Продовження фільму «Людина пітьми».

## Сюжет
За допомогою свого друга-вченого, спотворений доктор Вестлейк знайшов спосіб, завдяки якому він міг би повернути свій первозданний вигляд. Але саме в цю мить безжальний недоля змушує Пейтона знову пережити трагедію. Ба більше, виявляється, що покійний садист Дюрант живий. Він вийшов із коми, щоб повернути собі титул повелителя злочинності. Його план простий і ефективний: він збирається зруйнувати все місто, використовуючи найновітніші досягнення вчених у галузі зброї масового знищення. Доктор Вестлейк вирішує остаточно розправитися з моторошним Дюрантом і його страшною компанією. Починається кривава сутичка зі злом, в якій Людина пітьми піде до самого кінця.

## У ролях
- Ларрі Дрейк — Роберт Дж. Дюрант
- Арнольд Вослу — Людина пітьми / Пейтон Вестлейк
- Кім Ділейні — Джилл Рендалл
- Рене О'Коннор — Лорі Брінкман
- Лоуренс Дейн — доктор Альфред Гетавей
- Джессі Коллінз — доктор Девід Брінкман
- Девід Феррі — Едді
- Род Вілсон — Іван Друганов
- Джек Лангедійк — Ролло Латам
- Стен Ейрік — Вайті